# スーパータスカン

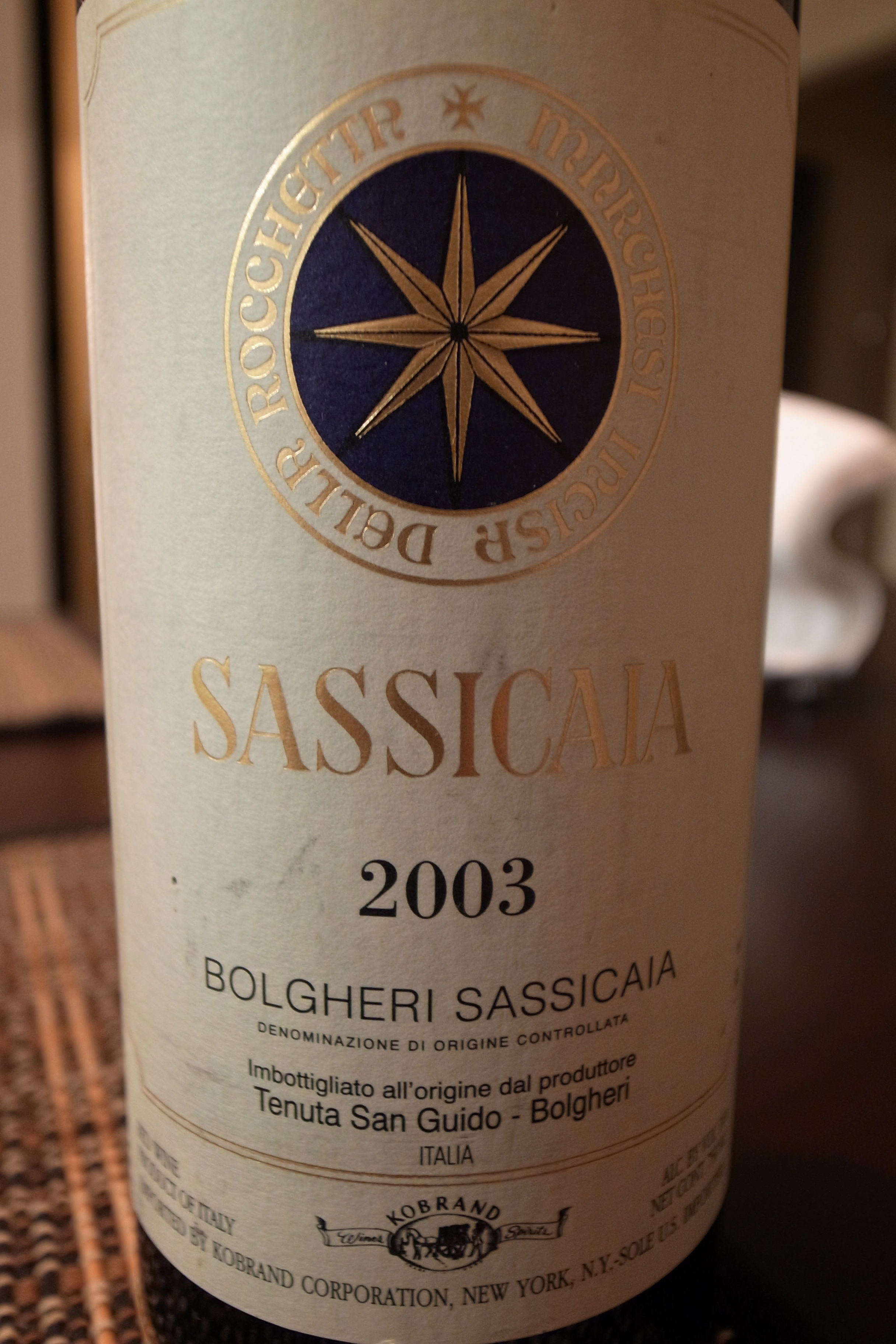
ボルゲリ・サッシカイア（2003年）

スーパータスカン（英語: Super Tuscan、Supertuscan）は、イタリアの原産地名称保護制度であるDOCGには認定されないトスカーナ州で製造されている高品質ワインの総称。スーパートスカーナとも呼ばれる。
DOC認定を受けている銘柄もある。

## 概要
イタリアでは1970年代には既にDOC、DOCGは存在し、ワイン醸造については厳格なルールが定められていて、熟成期間や特に使用するブドウ品種には細かい規定があった。そのため、カベルネ・ソーヴィニヨン、メルローといったボルドーワインでおなじみの、イタリア土着ではないブドウ品種を用いたワインは、DOC、DOCGには該当しないため、末端ランクのテーブルワインに位置づけられることになる。
しかしながら、こういったDOCルールに従っていない、いわば「型破り」なワインでありながらも、中には優れた品質のワインがあり、ロバート・パーカーが「スーパータスカン」の名称を提唱した。スーパータスカンの第1号はボルゲリ・サッシカイアである。
「スーパータスカン」は英語圏での呼称であり、日本では「スーパートスカーナ」と称されることもある。